# Šterusy
Šterusy es un municipio del distrito de Piešťany en la región de Trnava, Eslovaquia, con una población estimada a final del año 2024 de 463 habitantes.
Se encuentra ubicado en el centro-este de la región, cerca del río Váh (cuenca hidrográfica del Danubio) y de la región de Nitra.

## Demografía
| Año        | 1994 | 2004    | 2014    | 2024    |
| ---------- | ---- | ------- | ------- | ------- |
| Población  | 516  | 515     | 504     | 463     |
| Diferencia |      | −0,19 % | −2,13 % | −8,13 % |

| Año        | 2023 | 2024    |
| ---------- | ---- | ------- |
| Población  | 468  | 463     |
| Diferencia |      | −1,06 % |